# Grupo Desportivo de Peniche
Maillots
Le Grupo Desportivo de Peniche est un club de football portugais basé à Peniche. Pour la saison 2012-2013, le club évolue en quatrième division nationale. Le stade a une capacité de 3 500 places 

## Histoire
Fondé en 1941, le Grupo Desportivo de Peniche fait ses grands débuts dans le championnat national une année après. Le club de Peniche dispute plusieurs saisons en deuxième division, les années suivantes sans toutefois obtenir une promotion. Pendant la saison 1950-51, le club refait son apparition en deuxième division, où l'équipe se stabilise pendant plusieurs saisons. L'équipe se présente en premier plan, et se partage chaque saison aux alentours du milieu de tableau. Malgré une bonne cinquième place pendant la saison 1953-54, les saisons qui suivent sont un peu plus difficiles. Cependant, le club de Peniche est toujours présent et obtient tout de même une quatrième place pendant la saison 1958-59, et une cinquième place pendant les saisons 1959-60 et 1960-61.
Le GD Peniche frôle de très peu d'obtenir la promotion dans l'élite supérieur, en finissant deuxième pendant la saison 1963-64. Le club réalise particulièrement de très bonnes saisons, où elle finit le plus souvent dans les six premiers. L'équipe finit à nouveau deuxième pendant la saison 1967-68 puis troisième à la saison 1968-69. Il s'en faut d'un rien pour que Peniche monte, mais comme à chaque fois le club n'arrive pas à monter malgré une nouvelle fois une deuxième place pendant la saison 1971-72. Le GD Peniche réalise chaque saison un très bon championnat, jusqu'à la saison 1978-79, où l'équipe après plus de vingt huit ans est reléguée en finissant à la quinzième place.
Le club reste peu de temps en troisième division, pour sa première saison en 1979-80, le club finit troisième, puis deuxième la saison suivante qui est synonyme d'être promu. Le GD Peniche retrouve ses bonnes vieilles habitudes, et pour sa première saison depuis plus de trois ans, le club finit sixième puis onzième pendant la saison 1982-83. La saison suivante, le GD Peniche est une nouvelle fois très près de monter en première division, mais le club échoue à la deuxième place, puis aux barrages de montée. Le club se stabilise encore un long moment en deuxième division, avant de tomber à la dix huitième place pendant la saison 1989-90. À la fin de la saison a lieu la création de la Liga de Honra (la nouvelle deuxième division) qui met donc Peniche de la deuxième à la quatrième division.
Ainsi pendant la saison 1990-91, le club rejoint la quatrième division (III Divisão). La saison suivante, le club parvient à y finir premier ainsi de monter en retrouver la troisième division (l'ancienne D2 : II Divisão). Le club ne parvient pas à s'imposer pour sa première saison, mais parvient à se maintenir. La saison suivante on y retrouve le Peniche de sa gloire d'antan, finir à la deuxième place, mais ne parvient pas à monter. Les saisons qui suivent l'équipe n'arrive pas à être régulière et se voit reléguée pendant la saison 1995-96 peu après avoir fini seizième. Le club de Peniche refait son apparition en quatrième division, et une nouvelle fois il parvient à monter pendant la saison 1997-98 en finissant premier de sa série. Le club redescend une nouvelle fois pendant sa deuxième saison en division 3, en finissant dix-neuvième.
Depuis le GD Peniche évolue pendant un moment en quatrième division nationale, et cette fois-ci le club ne parvient pas à remonter. Principalement le club finit en milieu de tableau, cependant le club après six ans en quatrième division, finit septième mais rejoint la saison suivante le district. Sa première saison en district, se déroule très bien et le GD Peniche y finit premier et gagne par la même occasion la coupe du district. Depuis le club évolue en quatrième division, le plus souvent en milieu de tableau sans parvenir néanmoins à obtenir la promotion dans l'élite supérieure.

## Anciens joueurs
- Albertino Pereira
- Manaca
- Mascarenhas

## Palmarès
| Compétitions nationales | Compétitions régionales                                                                                               |
| --- | --- |
| - Championnat du Portugal D2 (0) - Meilleure performance : 2e (1963-64, 1967-68, 1971-72, 1983-84) - Coupe du Portugal (0) - Meilleure performance : 1/8 finale (1985-86) | - Championnat de 1re division de l'AF Leiria (1) - Champion : 2007-08 - Coupe de l'AF Leiria (1) - Champion : 2007-08 |